# Herdenkingsmunten van € 2
Herdenkingsmunten van € 2 zijn speciaal uitgegeven 2 euromunten die een belangrijke gebeurtenis, of persoon, herdenken. Sinds 2004, zijn er verschillende van deze herdenkingsmunten uitgegeven.

## Regels en voorwaarden
Op 15 oktober 2003 maakte de Europese Raad bekend dat vanaf 1 januari 2004 elk land in de eurozone, alsook de drie (sinds 2013 vier) niet-EU landen met het recht om euromunten uit te geven, het recht zou krijgen om herdenkingsmunten te slaan. De navolgende voorwaarden werden gesteld:
- Ieder land mag per jaar slechts één, eigen, herdenkingsmunt slaan.
- Enkel de nationale zijde van de munt mag nieuw ontworpen worden.
- De gemeenschappelijke zijde mag niet worden veranderd.
- De oplage mag niet hoger zijn dan:
  - maximaal 0,1% van het totaal aantal geslagen €2-munten in de gehele eurozone. Deze limiet kan echter stijgen tot 2,0% wanneer de gebeurtenis of persoon die wordt herdacht van groot belang wordt geacht. Als het desbetreffende land de limiet van 2,0% hanteert, mogen in de daaropvolgende vier jaar echter geen andere herdenkingsmunten worden uitgegeven.
  - maximaal 5,0% van het totaal aantal geslagen 2 euromunten van het land in kwestie.

Op 3 juni 2005 besloot de Europese Unie extra eisen te stellen aan de uit te geven herdenkingsmunten:
- Het land dat de munt uitgeeft, moet zich op de nationale zijde op de een of andere manier identificeren. Bijvoorbeeld met de landsnaam of een signatuur. Ook mag de waarde van de munt (€ 2) niet worden afgedrukt op de nationale zijde, omdat die al is aangegeven op de gemeenschappelijke zijde.

Deze aanvullende regels zijn van kracht voor ontwerpen vanaf 2006 en waren nodig omdat bijvoorbeeld Griekenland in 2004 de waarde van de munt op de nationale zijde had vermeld.
De Europese Unie heeft overigens op 4 juli 2012 besloten dat vanaf 17 augustus 2012 ieder land twee, eigen, herdenkingsmunten per jaar mag slaan.
Anders dan bankbiljetten vallen euromunten nog steeds onder de nationale bevoegdheid en niet onder die van de ECB. Een land van het eurogebied dat een herdenkingsmunt van €2 wil uitgeven, dient de Europese Commissie daarover te informeren. Eurolanden melden dit niet aan de ECB. De Commissie publiceert de informatie in het meertalige Publicatieblad van de EU (C-serie).

## Uitgaves

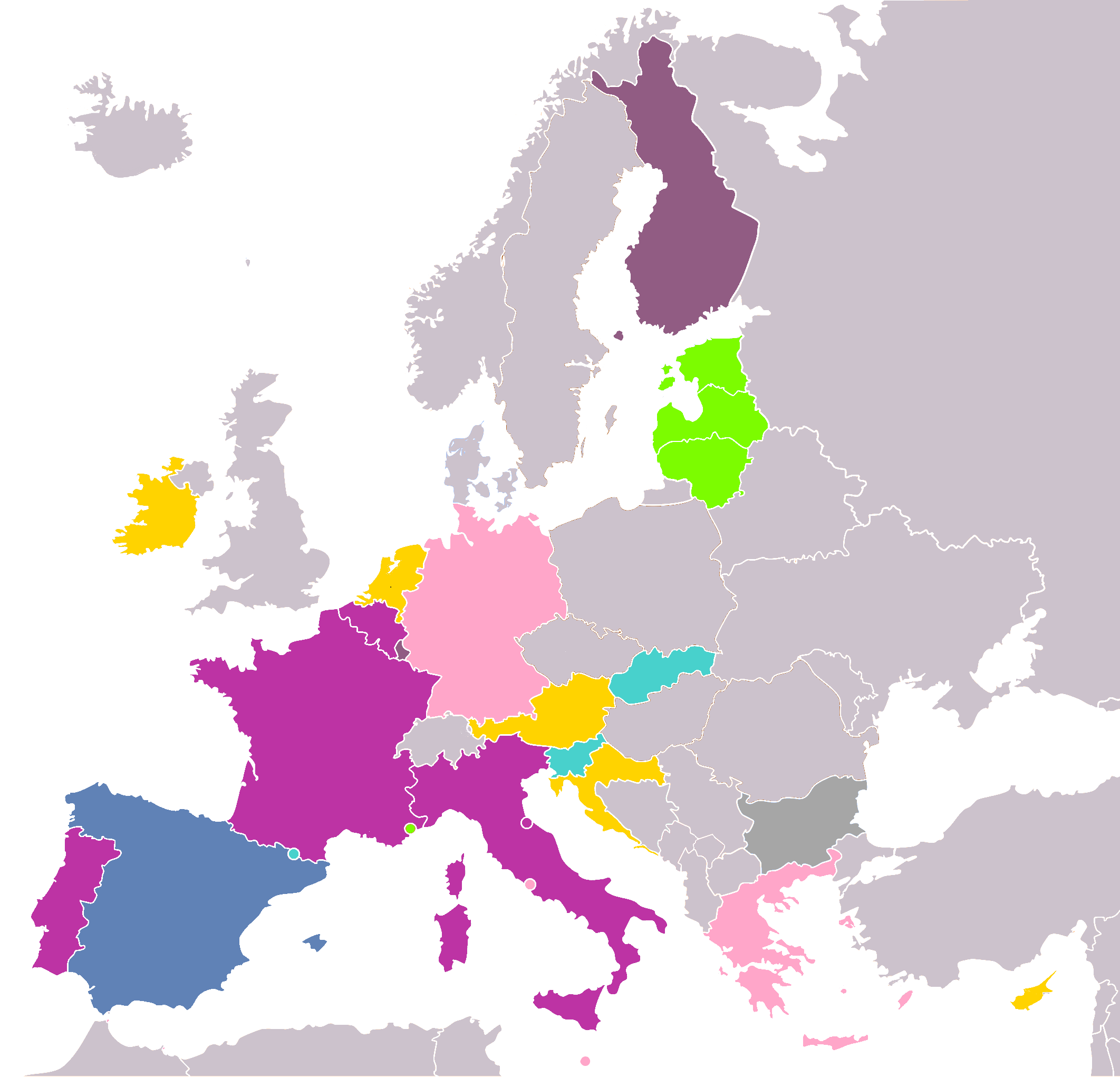
37 tot en met 40 €2 herdenkingsmunten uitgegeven
33 tot en met 36 €2 herdenkingsmunten uitgegeven
29 tot en met 32 €2 herdenkingsmunten uitgegeven
25 tot en met 28 €2 herdenkingsmunten uitgegeven
21 tot en met 24 €2 herdenkingsmunten uitgegeven
17 tot en met 20 €2 herdenkingsmunten uitgegeven
13 tot en met 16 €2 herdenkingsmunten uitgegeven
9 tot en met 12 €2 herdenkingsmunten uitgegeven
5 tot en met 8 €2 herdenkingsmunten uitgegeven
1 tot en met 4 €2 herdenkingsmunten uitgegeven
geen deel van de eurozone

Sinds de invoering in 2004 tot en met heden hebben alle vierentwintig eurozone-landen een eigen herdenkingsmunt van 2 euro uitgegeven. Griekenland was in mei 2004 het eerste land dat, ter gelegenheid van de Olympische Spelen in Athene, van de mogelijkheid gebruikmaakte een 2 euro-herdenkingsmunt uit te geven. Kroatië sloot in september 2023 met de uitgifte van een eigen nationale 2 euro-herdenkingsmunt met als thema "De invoering van de euro als officiële munteenheid van Kroatië op 1 januari 2023" de rij. Finland en Luxemburg zijn momenteel de landen die de meeste herdenkingsmunten van 2 euro hebben uitgegeven terwijl Kroatië er het minste heeft uitgegeven.
Voor 2025 is van 20 landen bekend dat zij in dat jaar een nationale herdenkingsmunt van 2 euro zullen uitgeven. Dit zijn Andorra, België, Duitsland, Estland, Finland, Frankrijk, Griekenland, Italië, Kroatië, Letland, Litouwen, Luxemburg, Malta, Monaco, Portugal, San Marino, Slovenië, Slowakije, Spanje en Vaticaanstad. Hierbij kan worden aangetekend dat Andorra, België, Duitsland, Finland, Frankrijk, Griekenland, Italië, Kroatië, Litouwen, Luxemburg, Malta, Monaco, Portugal en San Marino te kennen hebben gegeven 2 nationale €2-herdenkingsmunten uit te zullen geven. Vaticaanstad zal in 2025 zelfs 3 nationale €2-herdenkingsmunten uitgeven. Met de uitgifte van de € 2 herdenkingsmunt Sede Vacante MMXXV maakt Vaticaanstad gebruik van de uitzonderingsregel dat, wanneer de functie van staatshoofd tijdelijk vacant is of slechts voorlopig is vervuld, er nog een derde €2-herdenkingsmunt  mag worden uitgegeven. Cyprus, Ierland, Nederland en Oostenrijk hebben aangegeven in 2025 geen nationale herdenkingsmunt van 2 euro uit te zullen geven, zodat er vooralsnog 36 nationale herdenkingsmunten van 2 euro zullen worden uitgegeven in 2025.

### Gemeenschappelijke uitgiftes
In 2007 verscheen de eerste gemeenschappelijke uitgifte van een 2 euroherdenkingsmunt. Het thema van de munt heeft de viering van 50 jaar Verdrag van Rome. Alle EU-landen uit de eurozone namen deel aan deze uitgifte. Slovenië dat per 1 januari 2007 toetrad tot de eurozone deed ook mee aan de uitgifte. Uitgezonderd waren de ministaatjes San Marino, Vaticaanstad en Monaco, die geen lid zijn van de EU, maar wel hun eigen euromunten mogen slaan. Zie ook Herdenkingsmunten 50-jarig jubileum van het Verdrag van Rome.
In 2009 is er een tweede gemeenschappelijke herdenkingsmunt van € 2 uitgegeven, met als thema de viering van 10 jaar EMU. Alle EU-landen uit de eurozone namen deel aan deze gemeenschappelijke uitgifte. Zelfs Slowakije, dat pas per 1 januari 2009 de euro invoerde, heeft gelijk met de gemeenschappelijke herdenkingsmunt meegedaan en bracht hierdoor in 2009 twee herdenkingsmunten van 2 euro uit. De ministaatjes Vaticaanstad, Monaco en San Marino hebben niet deelgenomen. Zie ook Herdenkingsmunten 10 jaar EMU.
Begin 2012 is er een derde gemeenschappelijke herdenkingsmunt van € 2 uitgegeven, met als thema de viering van 10 jaar Euro. Alle 17 EU-landen uit de eurozone hebben aan deze gemeenschappelijke uitgifte deelgenomen. De ministaatjes Vaticaanstad, Monaco en San Marino hebben, omdat zij geen lid zijn van de EU, wederom niet deelgenomen. Hoewel San Marino in 2012 een herdenkingsmunt van € 2 heeft uitgegeven met hetzelfde thema en een vrijwel identiek ontwerp (slechts het lettertype verschilt) wordt deze niet tot de gemeenschappelijke uitgifte gerekend maar als een nationale herdenkingsmunt van € 2 beschouwd. Zie ook Herdenkingsmunten 10 jaar Euro.
Op 22 januari 2013 hebben Frankrijk en Duitsland een gemeenschappelijke herdenkingsmunt van € 2 uitgegeven met als thema 50 jaar Frans-Duits vriendschapsverdrag (Élysée-verdrag).
In de tweede helft van 2015 is een vierde gemeenschappelijke herdenkingsmunt van € 2 uitgegeven met als thema 30 jaar Europese vlag. Alle 19 EU-landen uit de eurozone hebben aan deze uitgifte deelgenomen. Zoals gewoonlijk hebben de ministaatjes Vaticaanstad, Monaco, San Marino en Andorra, omdat zij geen lid zijn van de EU, niet deelgenomen aan deze uitgifte. Zie ook Herdenkingsmunten 30 jaar Europese vlag.
Op 31 januari 2018 hebben Letland, Estland en Litouwen een gemeenschappelijke herdenkingsmunt van € 2 uitgegeven die is gewijd aan de oprichting van de drie onafhankelijke staten 100 jaar geleden.
Op 10 oktober 2019 hebben Frankrijk en Duitsland wederom een gemeenschappelijke herdenkingsmunt van € 2 uitgegeven, ditmaal met als thema de 30ste verjaardag van de val van de Berlijnse Muur.
Op 1 juli 2022 is er weer een gemeenschappelijke herdenkingsmunt van € 2 uitgegeven. Deze vijfde gemeenschappelijke herdenkingsmunt van € 2 staat in het teken van het 35-jarig bestaan van het ERASMUS-programma. Alle 19 EU-landen uit de eurozone hebben weer aan deze uitgifte deelgenomen terwijl de ministaatjes Vaticaanstad, Monaco, San Marino en Andorra, omdat zij geen lid zijn van de EU, ook aan deze uitgifte niet hebben deelgenomen. Zie ook Herdenkingsmunten 35-jarig bestaan ERASMUS-programma

### Luxemburgse Dynastieserie
Luxemburg geeft vanaf 2004 jaarlijks een nationale 2 euro herdenkingsmunt uit met als thema de Groothertogelijke Dynastie. Vanaf 2012 geeft Luxemburg regelmatig zelfs twee 2 euro herdenkingsmunten uit deze serie uit. Zie ook Luxemburgse dynastieserie

### Die 16 Bundesländer der Bundesrepublik Deutschland
Duitsland heeft in de periode van 2006 tot en met 2023 Die 16 Bundesländer der Bundesrepublik Deutschland (De 16 deelstaten van de Bondsrepubliek Duitsland) uitgegeven. Oorspronkelijk zouden in totaal zestien 2 euro herdenkingsmunten (ieder jaar één) worden uitgegeven die gezamenlijk alle deelstaten van Duitsland vertegenwoordigen.
Elke munt heeft als onderwerp een karakteristiek gebouw uit de betreffende deelstaat als afbeelding op de nationale zijde. Zo heeft de munt van Berlijn Slot Charlottenburg als ontwerp. Het jaar van uitgifte valt voor iedere deelstaat samen met het jaar waarin die deelstaat het voorzitterschap van de Bondsraad voert. Doordat er een wijziging is gekomen in de volgorde van het voorzitterschap van de Bondsraad is, om herhaling te vermijden, in 2019 een €2 herdenkingsmunt uitgegeven ter gelegenheid van de 70ste verjaardag van de oprichting van de Bondsraad. Ook deze uitgave is een integraal onderdeel van deze serie, waardoor deze uit zeventien munten bestaat.

### Spanje serie UNESCO Wereld Erfgoedlijst
Spanje geeft vanaf 2010 jaarlijks een nationale 2 euroherdenkingsmunt uit met als afbeelding een Spaans werelderfgoed, welke op de Werelderfgoedlijst van de UNESCO staat. Zie ook Spaanse UNESCO-Werelderfgoedlijstserie.

### Malta serie Constitutionele Geschiedenis
Malta heeft in de periode van 2011 tot en met 2015 jaarlijks een nationale 2 euro herdenkingsmunt uitgegeven met als thema een belangrijke gebeurtenis in de constitutionele geschiedenis van het land. Zie ook Maltese Constitutionele Geschiedenis-serie.

### Malta serie "Door kinderen met solidariteit"
Malta heeft in de periode van 2016 tot en met 2020 jaarlijks een nationale 2 euro herdenkingsmunt uitgegeven in het kader van een project voor maatschappelijke verantwoordelijkheid met als titel "Door Kinderen Met Solidariteit". Zie ook Maltese Door kinderen met solidariteit-serie.

### Letland serie Historische en Culturele Regio's
Letland geeft in de periode van 2016 tot en met 2025 vijf nationale 2 euro herdenkingsmunten uit met de historische en culturele regio's als thema. Zie ook Letse Historische en Culturele Regio's-serie.

### Malta serie Prehistorische Tempels
Malta heeft in de periode van 2016 tot en met 2022 jaarlijks een nationale 2 euro herdenkingsmunt uitgegeven die gewijd zijn aan een van de verschillende prehistorische tempels die zich op het eiland bevinden. Zie ook Maltese Prehistorische Tempels-serie.

### Litouwen serie Etnografische Regio's
Litouwen geeft vanaf 2019 vijf nationale 2 euro herdenkingsmunten uit met de etnografische regio's als thema. Zie ook Litouwse Etnografische Regio's-serie.

### Frankrijk serie Countdown naar de Olympische Zomerspelen van 2024 in Parijs
Frankrijk heeft vanaf 2021 tot en met 2024 jaarlijks een nationale 2 euro herdenkingsmunt uitgegeven met de Olympische Zomerspelen van 2024 in Parijs als thema. Zie ook Franse Countdown naar de Olympische Zomerspelen van 2024 in Parijs-serie.

### Duitsland serie Bundesländer vervolgserie
Duitsland heeft in 2021 besloten dat in aansluiting op de Duitse 'Bundesländer'-serie er vanaf 2023 een vervolgserie hierop, met een ongewijzigd thema, zal worden uitgegeven. Zie ook Duitse Bundesländer vervolgserie.

### Malta serie Ommuurde Steden
Malta geeft in de periode vanaf 2024 jaarlijks een nationale 2 euro herdenkingsmunt uit die gewijd is aan een van de verschillende ommuurde steden die zich op het eiland bevinden. Zie ook Maltese Ommuurde Steden-serie.

### Malta serie Inheemse Soorten
Malta geeft in de periode vanaf 2024 jaarlijks een nationale 2 euro herdenkingsmunt waarin de inheemse soorten die zich op het eiland bevinden centraal staan. Zie ook Maltese Inheemse Soorten-serie.

## Overzicht landen
| Land | Uitgaves                                                             | 2004 | 2005 | 2006 | 2007 | 2007 | 2008 | 2009 | 2009 | 2010 | 2011 | 2012 | 2012 | 2013 | 2014 | 2015 | 2015 | 2016 | 2017 | 2018 | 2019 | 2020 | 2021 | 2022 | 2022 | 2023 | 2024 | 2025 | 2026 |
| Land | Uitgaves                                                             | 2004 | 2005 | 2006 | Nat. | VvR  | 2008 | Nat. | EMU  | 2010 | 2011 | Nat. | EURO | 2013 | 2014 | Nat. | EV   | 2016 | 2017 | 2018 | 2019 | 2020 | 2021 | Nat. | EP   | 2023 | 2024 | 2025 | 2026 |
| --- | -------------------------------------------------------------------- | ---- | ---- | ---- | ---- | ---- | ---- | ---- | ---- | ---- | ---- | ---- | ---- | ---- | ---- | ---- | ---- | ---- | ---- | ---- | ---- | ---- | ---- | ---- | ---- | ---- | ---- | ---- | ---- |
| Andorra | 21                                                                   |      |      |      |      |      |      |      |      |      |      |      |      |      |      |      |      |      |      |      |      |      |      |      |      |      |      |      |      |
| België | 35                                                                   |      |      |      |      |      |      |      |      |      |      |      |      |      |      |      |      |      |      |      |      |      |      |      |      |      |      |      |      |
| Bulgarije | 0                                                                    |      |      |      |      |      |      |      |      |      |      |      |      |      |      |      |      |      |      |      |      |      |      |      |      |      |      |      |      |
| Cyprus | 8                                                                    |      |      |      |      |      |      |      |      |      |      |      |      |      |      |      |      |      |      |      |      |      |      |      |      |      |      |      |      |
| Duitsland | 32                                                                   |      |      |      |      |      |      |      |      |      |      |      |      |      |      |      |      |      |      |      |      |      |      |      |      |      |      |      |      |
| Estland | 18                                                                   |      |      |      |      |      |      |      |      |      |      |      |      |      |      |      |      |      |      |      |      |      |      |      |      |      |      |      |      |
| Finland | 38                                                                   |      |      |      |      |      |      |      |      |      |      |      |      |      |      |      |      |      |      |      |      |      |      |      |      |      |      |      |      |
| Frankrijk | 34                                                                   |      |      |      |      |      |      |      |      |      |      |      |      |      |      |      |      |      |      |      |      |      |      |      |      |      |      |      |      |
| Griekenland | 29                                                                   |      |      |      |      |      |      |      |      |      |      |      |      |      |      |      |      |      |      |      |      |      |      |      |      |      |      |      |      |
| Ierland | 8                                                                    |      |      |      |      |      |      |      |      |      |      |      |      |      |      |      |      |      |      |      |      |      |      |      |      |      |      |      |      |
| Italië | 38                                                                   |      |      |      |      |      |      |      |      |      |      |      |      |      |      |      |      |      |      |      |      |      |      |      |      |      |      |      |      |
| Kroatië | 4                                                                    |      |      |      |      |      |      |      |      |      |      |      |      |      |      |      |      |      |      |      |      |      |      |      |      |      |      |      |      |
| Letland | 17                                                                   |      |      |      |      |      |      |      |      |      |      |      |      |      |      |      |      |      |      |      |      |      |      |      |      |      |      |      |      |
| Litouwen | 18                                                                   |      |      |      |      |      |      |      |      |      |      |      |      |      |      |      |      |      |      |      |      |      |      |      |      |      |      |      |      |
| Luxemburg | 39                                                                   |      |      |      |      |      |      |      |      |      |      |      |      |      |      |      |      |      |      |      |      |      |      |      |      |      |      |      |      |
| Malta | 31                                                                   |      |      |      |      |      |      |      |      |      |      |      |      |      |      |      |      |      |      |      |      |      |      |      |      |      |      |      |      |
| Monaco | 15                                                                   |      |      |      |      |      |      |      |      |      |      |      |      |      |      |      |      |      |      |      |      |      |      |      |      |      |      |      |      |
| Nederland | 9                                                                    |      |      |      |      |      |      |      |      |      |      |      |      |      |      |      |      |      |      |      |      |      |      |      |      |      |      |      |      |
| Oostenrijk | 8                                                                    |      |      |      |      |      |      |      |      |      |      |      |      |      |      |      |      |      |      |      |      |      |      |      |      |      |      |      |      |
| Portugal | 34                                                                   |      |      |      |      |      |      |      |      |      |      |      |      |      |      |      |      |      |      |      |      |      |      |      |      |      |      |      |      |
| San Marino | 34                                                                   |      |      |      |      |      |      |      |      |      |      |      |      |      |      |      |      |      |      |      |      |      |      |      |      |      |      |      |      |
| Slovenië | 20                                                                   |      |      |      |      |      |      |      |      |      |      |      |      |      |      |      |      |      |      |      |      |      |      |      |      |      |      |      |      |
| Slowakije | 20                                                                   |      |      |      |      |      |      |      |      |      |      |      |      |      |      |      |      |      |      |      |      |      |      |      |      |      |      |      |      |
| Spanje | 27                                                                   |      |      |      |      |      |      |      |      |      |      |      |      |      |      |      |      |      |      |      |      |      |      |      |      |      |      |      |      |
| Vaticaanstad | 31                                                                   |      |      |      |      |      |      |      |      |      |      |      |      |      |      |      |      |      |      |      |      |      |      |      |      |      |      |      |      |
| Totaal | 568                                                                  | 6    | 8    | 7    | 7    | 13   | 10   | 9    | 16   | 12   | 16   | 13   | 17   | 23   | 27   | 28   | 19   | 32   | 32   | 36   | 32   | 34   | 31   | 30   | 19   | 36   | 35   | 36   | 18   |
| \| ■ ja \| ■ nog geen lid van de eurozone/geen recht om euromunten uit te geven \| \| ■ nee \| ■ gepland \| Nat. = Nationale uitgaves VvR = Herdenkingsmunten 50 jaar Verdrag van Rome EMU = Herdenkingsmunten 10 jaar Europese Monetaire Unie EURO = Herdenkingsmunten 10 jaar Euro als munt en bankbiljet EV = Herdenkingsmunten 30 jaar Europese vlag EP = Herdenkingsmunten 35 jaar ERASMUS-programma |                                                                      |      |      |      |      |      |      |      |      |      |      |      |      |      |      |      |      |      |      |      |      |      |      |      |      |      |      |      |      |
| ■ ja | ■ nog geen lid van de eurozone/geen recht om euromunten uit te geven |      |      |      |      |      |      |      |      |      |      |      |      |      |      |      |      |      |      |      |      |      |      |      |      |      |      |      |      |
| ■ nee | ■ gepland                                                            |      |      |      |      |      |      |      |      |      |      |      |      |      |      |      |      |      |      |      |      |      |      |      |      |      |      |      |      |

Hoewel de nominale waarde van de herdenkingsmunten vaststaat, is de handelswaarde, als gevolg van verzamelwoede, vaak hoger. De handelswaarde van de munten beweegt zich doorgaans tussen de 3 en 50 euro voor een 2 euro herdenkingsmunt in ongecirculeerde kwaliteit. De herdenkingsmunten van Andorra kennen zelfs een handelswaarde van doorgaans 20 tot 110 euro, de herdenkingsmunten van San Marino van 25 tot 130 euro, de herdenkingsmunten van Vaticaanstad van 30 tot 250 euro en de herdenkingsmunten van Monaco van 5 tot zelfs boven de 4000 euro.